# Hasenberg (Stuttgart)

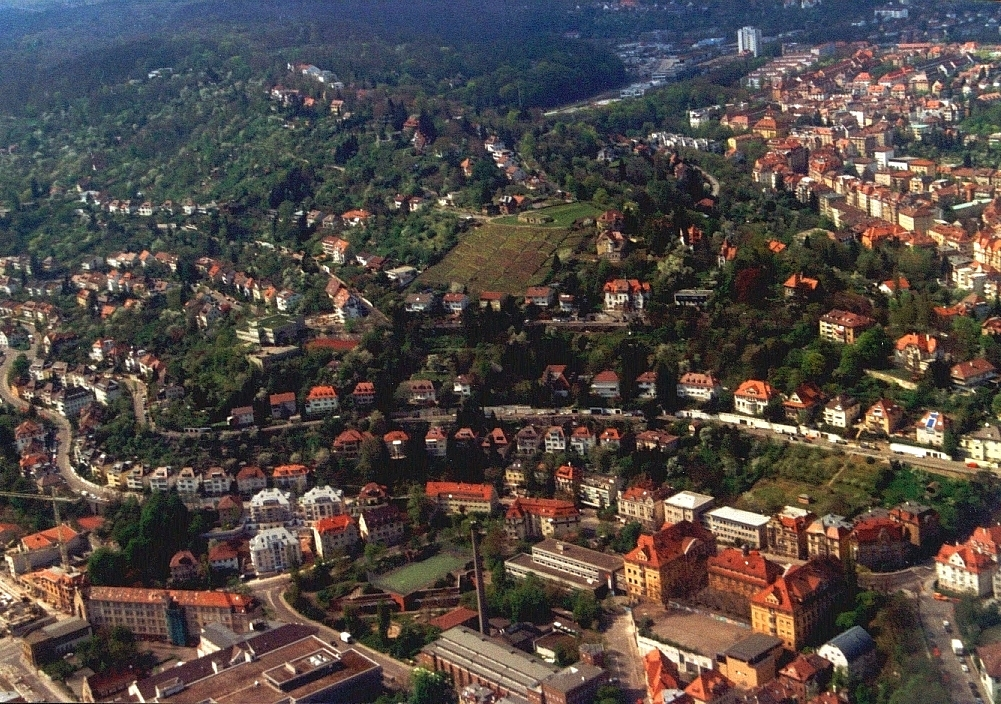
Luftbild von Heslach zum Hasenberg

Der Hasenberg ist ein Stadtteil des Stadtbezirks Stuttgart-West und gleichzeitig mit 458,8 m ü. NHN eine der höchsten Erhebungen Stuttgarts. Der Berg ragt von Südwesten in den Stuttgarter Talkessel und bildet den oberen Teil eines Höhenrückens, welcher die Grenze zwischen dem südlich gelegenen Nesenbachtal (Stadtteil Heslach im Stadtbezirk Stuttgart-Süd) und dem nördlich gelegenen Talbecken des Vogelsangbaches (Stadtbezirk Stuttgart-West) bildet. Vorgelagert in Richtung Innenstadt liegt, durch einen Sattel abgetrennt, die Karlshöhe. Hinter der Karlshöhe vereinigen sich die beiden Täler. Im westlichen Anschluss des Hasenberges beginnt der Rot- und Schwarzwildpark, das größte zusammenhängende Waldgebiet der Landeshauptstadt.

## Hasenbergsteige

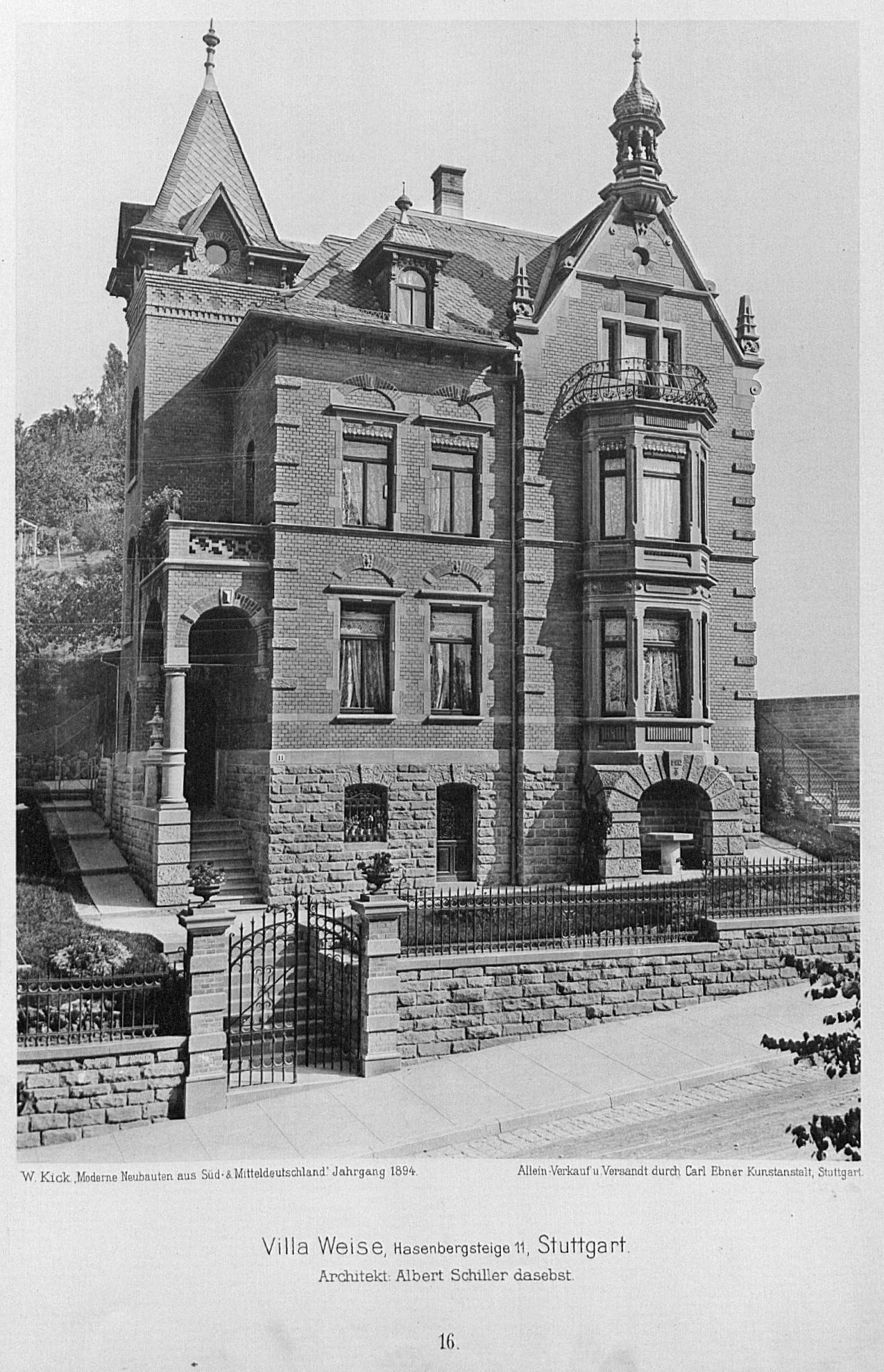
Villa Weise, Hasenbergsteige 11

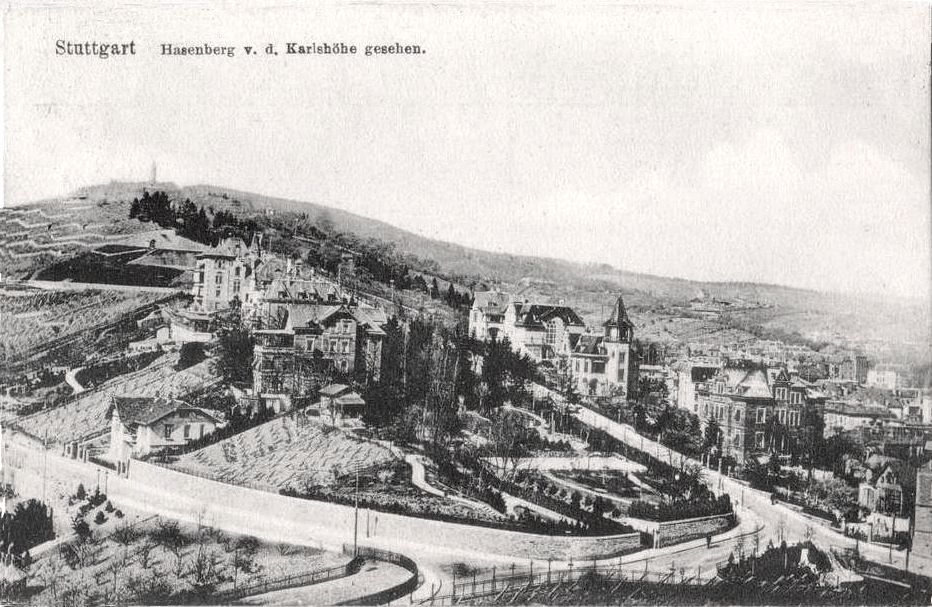
Hasenberg um 1900

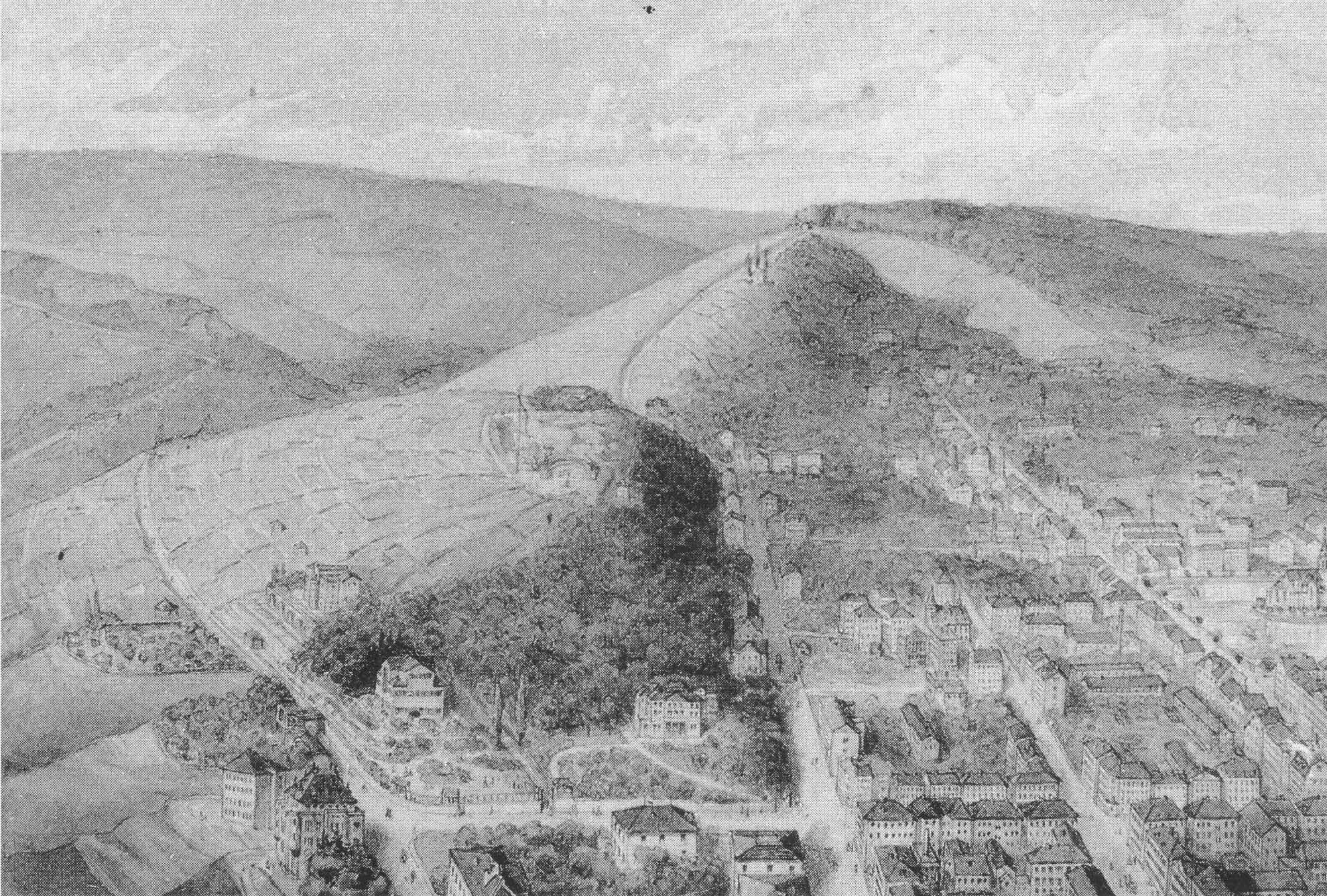
Hasenberg, um 1870, von Carl Beisbarth jun. oder Carl Beisbarth sen. Von rechts nach links: Rotebühlstraße, Augustenstraße, Reinsburgstraße, quer dazu im Vordergrund: Silberburgstraße.

Den Hasenberg erreicht man hauptsächlich über die „Hasenbergsteige“, die am „Johann-Sebastian-Bach-Platz“ mit dem Gänsepeterbrunnen beginnt. Die Steige führt zunächst zum Sattel zwischen Hasenberg und Karlshöhe. Von dort führt sie nach einer scharfen S-Kurve als Scheitelstraße weiter auf den bisweilen recht steil ansteigenden Berg. Einst bildete sie den Hauptverkehrsweg nach Calw, um den herum früher Wein angebaut wurde. Weiter im Anstieg überquert man den Schwabtunnel, dessen Nordportal über Treppen direkt mit der Hasenbergsteige verbunden ist. Passiert werden danach eine Aussichtsplattform, die Blicke ins Vogelsangtal, sowie den Norden und Osten der Stadt freigibt, und der Zugang zum beliebten Panoramaweg „Blauer Weg“, der parallel zur Straße an der linken Hangseite sich fortzieht und Südblicke ermöglicht. Außerdem wird der Kopf der Osianderstraße passiert, eine ehemalige Querverbindung zum damaligen Westbahnhof. Im obersten Abschnitt letztlich liegt die Grünanlage eines farbenfrohen Skulpturenparks. Endpunkt auf dem Gipfel ist ein Waldparkplatz nebst Kinderspielplatz.

### Leben und Wirken auf der Hasenbergsteige
Der Hasenberg mit seiner Hangbauweise gilt als erstklassige Wohnlage Stuttgarts. Wo heute weitgehend Familieninitialen die Briefkästen schmücken, wohnten bereits Anfang des 19. Jahrhunderts Verleger, Architekten, Bau-, Kommerzien- und Hofräte sowie Fabrikanten. Diese Zeit begründete das heutige „Villenmuseum“. Der Gegensatz zwischen Talbebauung und Hanglage wurde hier früh und eindrucksvoll gegenwärtig. Die Frage des sozialen Prestiges gipfelte schnell in der Feststellung: „Wir da oben, ihr da unten“. Oben liegt die aristokratische Hasenbergsteige, unten das Sinnbild des einfachen Volkes, die Hasenbergstraße.
- In der Hasenbergsteige 86 befindet sich die 1903 im Stil der Reformarchitektur erbaute Villa Gessmann, benannt nach dem Stuttgarter Kanzleisekretär August Gessmann.
- In der Hasenbergsteige 83 lebte der Stuttgarter Sezessions-Künstler Oskar Zügel. Der Sohn des ehemaligen Murrhardter Bürgermeisters, dessen Bilder während der Zeit des Nationalsozialismus als entartet stigmatisiert wurden, emigrierte nach Argentinien.[4]
- In der Hasenbergsteige 79 lebten der Kunsthistoriker und Pazifist Erwin Wurz und sein Bruder, der Privatgelehrte  Gottfried Hermann Wurz,[5] der sich in der NS-Zeit der Widerstandsgruppe Nationalkomitee Freies Deutschland (NKFD) angeschlossen hatte und den gemeinsamen Prachtbau Haus Hohenberg, erbaut im Jahr 1908, mittels illegaler Treffen der oppositionellen Mitstreiter zur Trutzburg avancieren ließ. Im Juni 1944 von der Gestapo verhaftet, kam Wurz im März 1945 beim Todesmarsch nach Dachau ums Leben.[4] In vollständiger Abgrenzung zur Umgebungsbebauung erinnert der Bau an eine burgartige Kirche. Entscheidend für diese Wirkung ist ein das Haus überragender, viereckiger Turm mit Pyramidendach.
- In der Hasenbergsteige 65 lebte bis 2005 der Künstler O. H. Hajek. Seit 2008 steht sein Haus unter Denkmalschutz und ist mittlerweile verkauft.[6][7] In der umliegenden Grünanlage befindet sich der vom Künstler erschaffene Skulpturenpark, der Einblicke in sein Schaffen gibt. Zwischen Hajek und der Stadt bestand über knapp 20 Jahre ein recht angespanntes Verhältnis, begründet durch den Hang Hajeks zu „extremen“ Ausformulierungen seiner Werke (Sichtweise der Stadt). Die Vergabe von Landesaufträgen an Hajek erschien dem Staat jahrelang als unratsam. Bestandteil des Parks ist außerdem eine Bronzebüste des Dichters J. G. Fischer.
- In der Hasenbergsteige 60 steht das sogenannte Alexanderhäusle, dessen Namensgeber Herzog Carl Alexander von 1733 bis 1737 regierte.[8] Es gilt als eines der ältesten Baudenkmäler der Stadt und soll 1737 bereits bestanden haben. Der russische Pianist und Komponist A.G. Rubinstein soll an diesem Ort seinen Rendezvous mit der Tochter des Obertribunaldirektors von Pfizer nachgegangen sein.
- Die Hasenbergsteige 20 beherbergt die Villa Kaiser aus der Gründerzeit. Hier thront die Büste des Stuttgarter Pfarrers und Schriftstellers Gustav Schwab, der berühmt wurde für seinen Klassiker der deutschen Kinder- und Jugendliteratur, mit Sagen des klassischen Altertums.
- In der Hasenbergsteige 13/15 steht ein Gebäude im Stil der Neorenaissance aus dem Jahre 1898.
- In der Hasenbergsteige 7 lebte über nahezu eine Dekade der Schweizer Geschäftsmann und Humanist Henri Dunant, 1863 Gründer des Internationalen Roten Kreuzes,[9] 1855 Mitbegründer des CVJM.
- Die Hasenbergsteige 3 war Wohn- wie Geschäftshaus des Verlegers Ferdinand Enke. Bei diesem Bau handelt es sich um einen stilreinen italienischen Renaissance-Palazzo. Laut Denkmalliste gilt der 1878/79 geschaffene Bau als „Dokument gründerzeitlicher Profanbaukunst“. Sein Architekt Braunwald hatte bereits die Nr. 5 der Hasenbergsteige gebaut (1872/73).
- Am Kopf der Hasenbergsteige, dem „Johann-Sebastian-Bach-Platz“ besteht der Sitz der Internationalen Bachakademie,[10] gegründet vom Stuttgarter Kirchenmusiker und Musikpädagogen Helmuth Rilling.

Weitere Villen wurden von namhaften Architekten errichtet, wie Ludwig Eisenlohr, Carl Weigle, Albert Eitel oder Eugen Steigleder bzw. von stadtbekannten Kaufleuten bewohnt, wie Julius Hartmann, Paul Gerlach oder Alfred Reisser. Diese verteilen sich folgendermaßen:
- Vom Architekten Albert Schiller wurden 1892 die Häuser in der Nr. 9 für den Kaufmann Paul Gerlach sowie den Buchhändler Gustav Weise in der Nr. 11 gebaut. Der Architekt zeichnete zudem für das Haus des Zimmermanns Friedrich Raupp in der Nr. 26 verantwortlich.
- Von Eisenlohr und Weigle die Nr. 31 für den Kaufmann Julius Hartmann.
- Von Eitel und Steigleder die Nr. 37 für den Fabrikanten Alfred Reisser.
- Von Hermann Jäger zu Zwecken des Verkaufs die Nr. 47 und zur Vermietung die Nr. 49.

## Verkehr

### Schwabtunnel
Der Hasenberg wird mit der Schwabstraße durch den Schwabtunnel (offiziell heißt er Schwabstraßentunnel) durchbrochen. Das Werk des Architekten Karl Kölle galt ehemals als erster Stadttunnel Deutschlands und breitester (10,50 m) Tunnel Europas. Er wurde im Jahre 1896 eröffnet und war der erste Tunnel, der von einem Automobil durchfahren wurde.

### Zugverkehr
Es gibt zwei Eisenbahntunnel namens „Hasenbergtunnel“ durch den Hasenberg. Der eine ist der 1879 eröffnete 258 Meter lange Hasenbergtunnel der Gäubahn. Auf dem Weg aus Stuttgart in Richtung Gäu beginnt er direkt hinter dem ehemaligen Westbahnhof und führt nach Stuttgart-Süd, hier schon weit oberhalb des Kerns der Siedlung Heslach.
1979 wurde mit dem Bau eines – ebenfalls als Hasenbergtunnel bezeichneten – 5,5 km langen Tunnels für die S-Bahn begonnen. Weil er durch anhydrithaltige Gipskeuperschichten verläuft, wurden zwei Röhren im Eiprofil gebohrt. Der 1985 eröffnete Tunnel ist Teil der Verbindungsbahn und führt von der Stuttgarter Innenstadt zur Filderebene hinauf.

#### Hasenbergstation
Kaum mehr bekannt ist die Hasenbergstation. Erstellt im Jahre 1889 trug sie den Namen nur bis 1895. Danach wurde sie in Bahnhof Stuttgart West umbenannt. Es handelte sich um einen Bahnhof der Gäubahn, welcher 1985 für den Personen- und 1993 schließlich auch für den Güterverkehr geschlossen wurde.
Die Station Hasenberg selbst gestaltete sich als einfaches Gebäude mit 48 m Länge, und drei spitzen Giebeln und Arkaden. Anfänglich diente die Station ausschließlich dem Personen- und Gepäckverkehr, dabei gelegentlich auch zur Entlastung des Hauptbahnhofs. Die Zufahrt stellte die eigens dazu gebaute Rothenwaldstraße (heute Rotenwaldstraße) sicher. Das alte Bahnhofsgebäude wurde 1960 abgerissen und 1962 durch einen Flachdachbau ersetzt. Das Amtsblatt würdigte: „Das eingeschossige Empfangsgebäude schmiegt sich harmonisch an den Hasenberg an.“ Die sukzessive Auflassung des Bahnhofs in den 1980er- und -90er-Jahren führten zur Aufgabe der Bahnhofsgaststätte und diverser Läden, bis hin zum Abriss des Gesamtensembles. Außer einem denkmalgeschützten Stellwerk deutet heute nichts mehr auf die frühere Bedeutung der Hasenbergstation hin.

#### Haltepunkt Stuttgart-Heslach
Eine weitere Station der Gäubahn befand sich an der Südseite des Hasenbergs unterhalb des Blauen Weges, der Haltepunkt Stuttgart-Heslach.

## Hasenbergturm

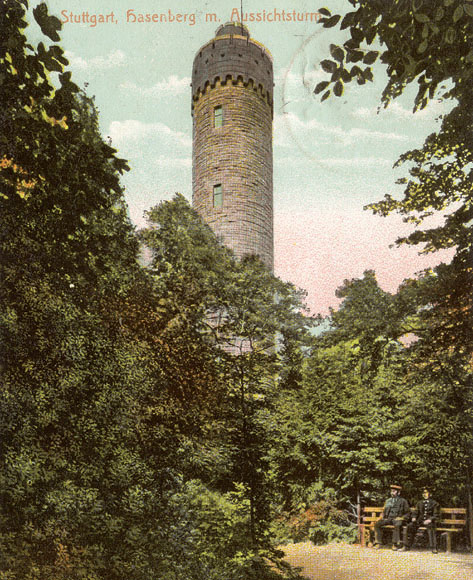
Hasenbergturm

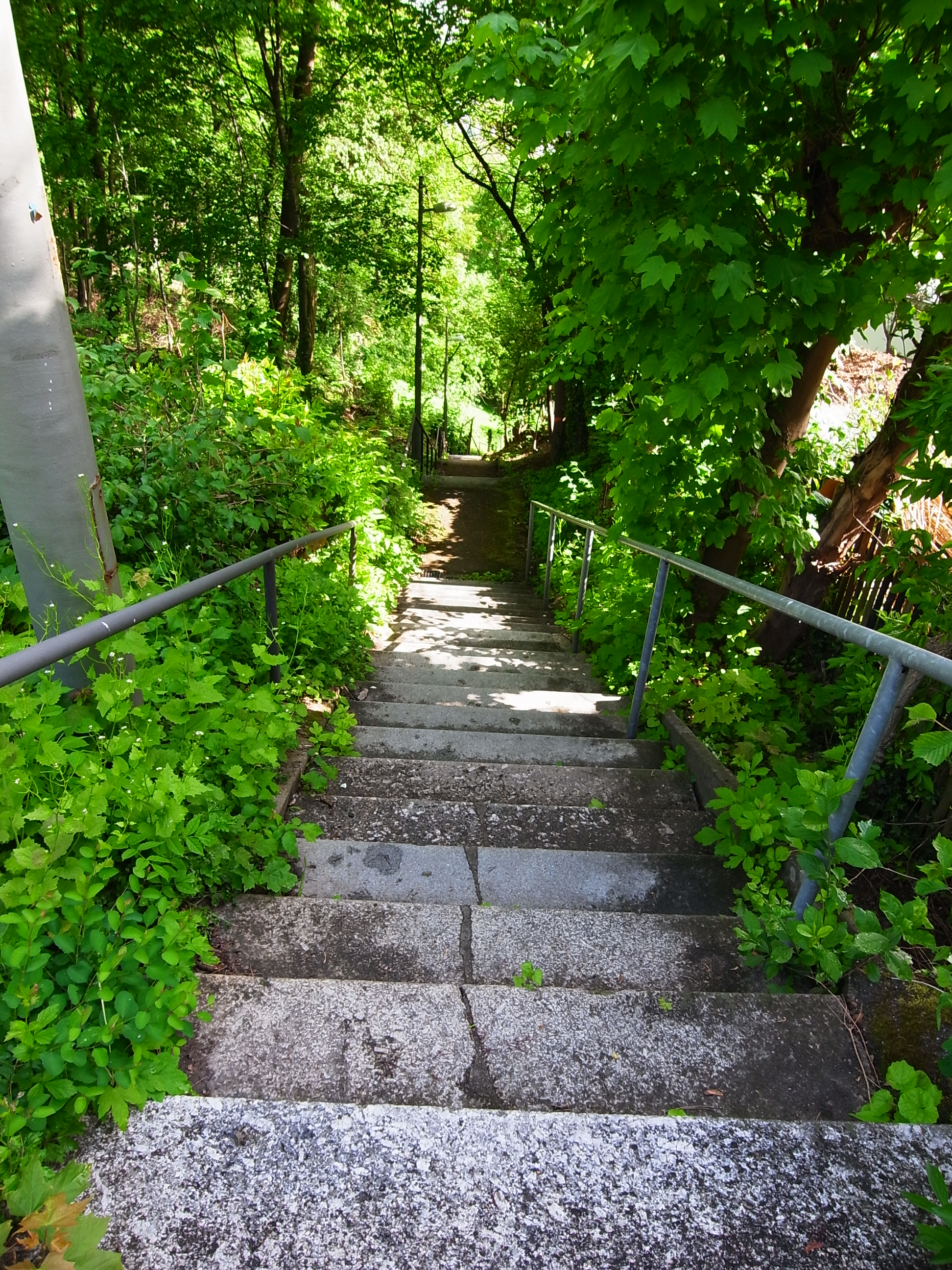
Die Buchenhofstaffel (Endstück zum Hasenberg)

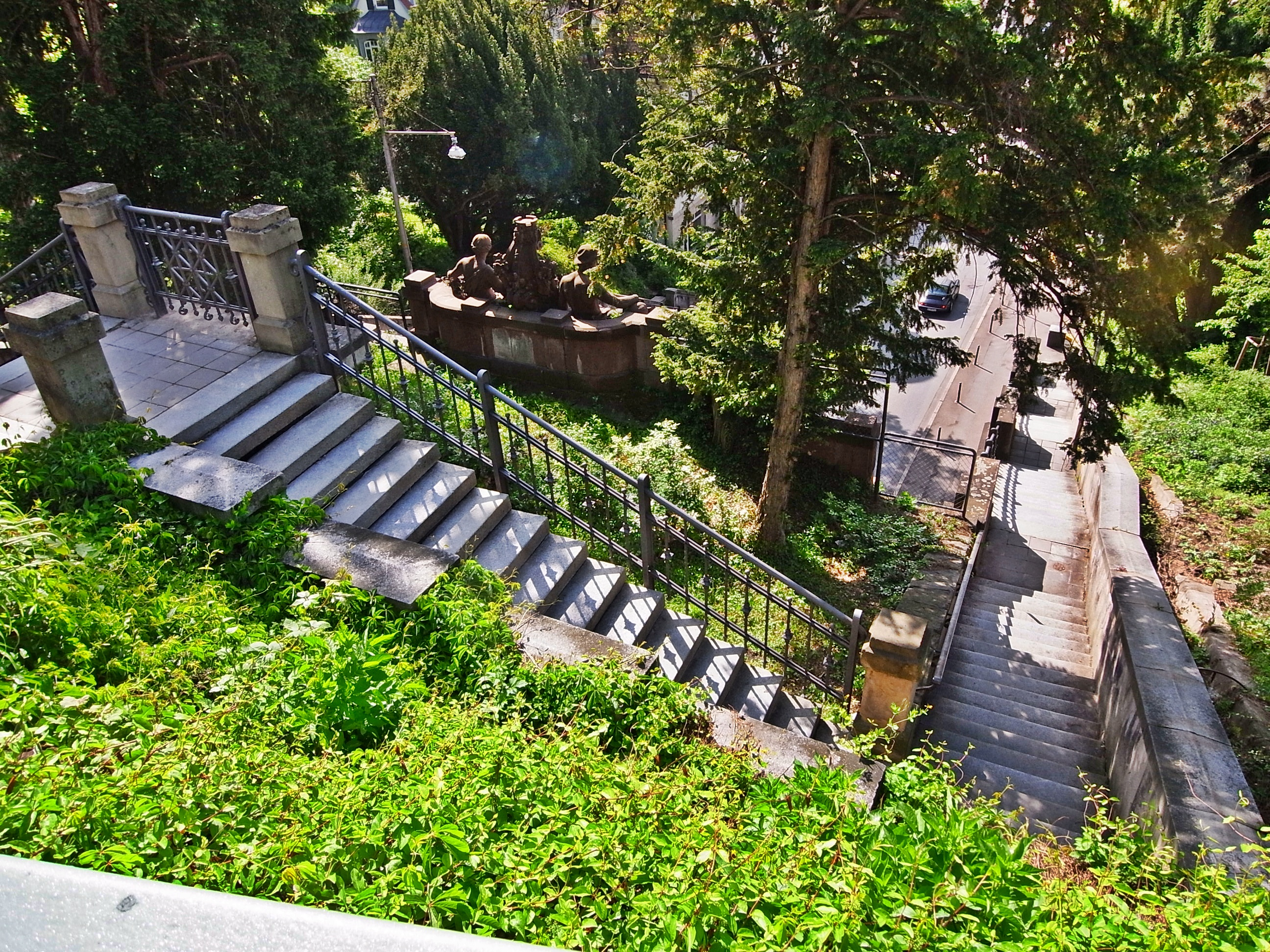
Blick auf das Stäffele am Schwabtunnel (Südportal) am unteren Fuß des Hasenbergs

Markantes Wahrzeichen des Hasenbergs war der Hasenbergturm. Sein Bau datiert aus dem Jahr 1879 und ging auf die Initiative des Verschönerungsvereins Stuttgart zurück. Im Stil des Mittelalters konzipiert, verwirklichte sich an ihm der spätere Ulmer-Münster-Baumeister August Beyer unter Verwendung roten Gerlinger Sandsteins. Somit wurde die Idee realisiert, einen interessanten Aussichtsturm für die Bevölkerung zu erstellen. Andere Standorte, wie der nahe liegende Birkenkopf bzw. der ebenfalls auf dem Berg liegende Stadtbezirk Degerloch waren ebenfalls im Gespräch.
Seine Einweihung nahm erwartungsgemäß den Charakter eines Volksfestes an. Bis zum Jahre 1936 wurden mehr als 500.000 Besucher gezählt, die die 184 Stufen erklommen hatten. Ursprünglich 36 Meter hoch, fiel der Turm 1943 dem Zweiten Weltkrieg zum Opfer. Der Turm wurde aus strategischen Gründen gesprengt, um bei feindlichen Luftangriffen keine Orientierungshilfe zu bieten. Mit seiner Spitze war er seinerzeit die höchste Erhebung im Stadtgebiet und weithin bestens sichtbar. Die Sprengung erfolgte am 24. März 1943 um 9 Uhr morgens. Übrig blieb ein lediglich fünf Meter hoher Stumpf, der völlig unscheinbar im Wald versteckt liegt.
Unterhalb des Turms auf einer Aussichtsplattform lag bis 1944 das Jägerhaus, ein beliebtes Ausflugslokal aus dem Jahr 1852. Es wurde im Krieg zerstört. Ansatzweise kann man die Fundamente dieses Gebäudes heute noch unterhalb des Hasenbergturmstumpfes erkennen. Das 1882 in einem nahe gelegenen und von C. F. von Leins angelegten Park errichtete Denkmal zu Ehren des Dichters Wilhelm Hauff blieb erhalten, die 1944 eingeschmolzene Bronzebüste wurde nach 1945 neu gegossen. 1944 erlosch auch die Existenz des Korbmöbelhotels. Dieses vom stadtbekannten Restaurateur, Carl Wanner, errichtete Hotel stand auf Höhe eines heutigen profanen Wohnbaus (ursprünglich bis 1959 ebenfalls Hotelbetrieb) der Hausnummer 90 und war irreführend auch bekannt als Luftkurhaus Buchenhof, denn ein Kurhotel war es nie gewesen. Das letzte Ausflugslokal Waldhaus auf dem Hasenberg wurde als „nicht sanierungsfähig“ 2008 geschlossen. Ihm droht seither der Abriss.

## Trivia
- Vor dem Zweiten Weltkrieg sollte auf dem Hasenberg ein Stuttgarter Zoo eingerichtet werden, dessen Finanzierung mit 180.000 Reichsmark (Vereinsgelder) schon sichergestellt schien und bereits geplant war. Er wurde letztlich ebenso wenig realisiert wie der Bau zweier Drahtseilbahnen über beide Hangseiten hinweg.
- Die Hasenbergsteige ist bei den örtlichen Radfahrern sehr bekannt, da sie in langgezogenen Abschnitten über eine Gesamtstrecke von 1,6 km mit einer Durchschnittssteigung von 9,3 % oft im zweistelligen Prozentbereich (Maximalsteigung: 15 %) anzieht.[13]
- 1874 wurde auf dem Hasenberg das Seewasserwerk gebaut. Es handelt sich um das älteste (überwiegend im Original erhalte) Stuttgarter Wasserwerk. Hier wurde bis 2002 das Wasser aus den Parkseen zu Koch- später zu Trinkwasser aufbereitet. Auch wurden Wasserkapazitäten für Feuerlöschzwecke vorgehalten. Heute ist das Werk Vorratsspeicher zur Versorgung der Weststadt.[14] Einblick in das Terrain kann vom Zugang zum Blauen Weg genommen werden.
- In der gedachten Verlängerung der Hasenbergsteige, dem Wanderweg Bürgerallee, befindet sich der Sophienbrunnen zu Ehren der Hochzeit der Tochter Sophie des württembergischen Königspaars, Wilhelm I. und Katharina Pawlowna.
- Untrennbar mit dem Hasenberg verbunden ist die bekannte Buchenhofstaffel, eine der schönsten Stuttgarter Stäffele. Weitere Staffeln am Hasenberg sind die Taubenstaffel und das Stäffele am Schwabtunnel.
- Geognostische Erkenntnisse zur Bodenbeschaffenheit am Berg: In den bunten Mergeln: Brauneisenocker, gelblich-braun, nesterweise.[15] Im Keuper: Grobkörniger, bunter und quarzreicher, weißer Keupersandstein.[16]